# Daniel-Codruț Blaga
Daniel-Codruț Blaga (n. 13 iunie 1980, Brașov, România) este un deputat român, ales în 2020 din partea PLUS și în 2024 din partea USR. 